# A Picture Is Worth a 1,000 Bucks
"A Picture Is Worth a 1,000 Bucks" (em português, "Uma Imagem Vale Mais que 1.000 Pratas") é um episódio da segunda temporada da série animada da Fox Uma Família da Pesada. É o décimo oitavo a ser exibido de todo o seriado. Participaram como convidados Candice Bergen interpretando Murphy Brown, Faith Ford como Corky Sherwood e Charles Kimbrough como Jim Dial. A partir deste episódio, Mila Kunis passou a dublar permanentemente a personagem Meg, que era anteriormente dublada por Lacey Chabert.

## Enredo
Para seu aniversário, Peter com os olhos vendados leva sua família até o Bob's Funland e Putt Putt Golf. O dono do local, Bob Funland, rapidamente pede que ele se retire do lugar, por causar vários problemas aos outros frequentadores. Peter cresce infeliz pelo fato de que não consegue realizar seus desejos; lembra-se de que Bob Funland era um perdedor na escola, e que até mesmo sua prima chata Kathy Griffin é famosa. Chris dá ao pai uma espantosa, mas boa pintura como presente, entretanto Peter simplesmente usa o que ganhou para cobrir um buraco na janela de seu carro. Um revendedor de artes, chamado Antonio Monatti, compra a pintura por $5.000 e insiste que Chris seja levado a Manhattan, onde poderia se tornar um famoso artista. Brian revela que conhecia Andy Warhol.
Com o objetivo de exibir e aumentar o talento natural do filho, Peter deixa Chris completamente nas mãos de Monatti, enquanto o resto da família passeia pela cidade, deslumbrando as vistas que a grande cidade proporciona. Monatti dá a Chris uma mudança de aparência, colorindo seu cabelo de verde, vestindo-o com roupas bonitas, renomeando-o de "Christobel" e apresentando-o para Kate Moss, que possui apenas duas dimensões (afirmando que Moss é tão magra, que quando vira de lado, desaparece). O artista faz a cabeça de Peter (pois ele "é um porco"), e diz a Chris que deve ficar longe de seu pai por um bom tempo. O garoto cumpre o pedido, e seu pai passa a falar que não possui mais filho, dando mais valor ao talento de Meg para chamar pássaros.
Lois convence Peter a ir na exibição dos trabalhos de arte de Chris ao afirmar que strippers distribuiriam tacos de graça. Após uma festa grandiosa, a obra principal de "Christobel" é revelada, mostrando ser uma coleção de retratos de seu pai em um estilo reminiscente ao de Andy Warhol. Monatti e os outros artistas imediatamente odeiam o novo trabalho e rejeitam Chris, dizendo que ele é poser. Os Griffins se preparam para retornar a Quahog, quando o "fashion designer heterossexual" Calvin Klein observa Stewie e logo contrata-o para ser "a cara" de sua nova linha de design de fraldas. No fim do episódio, um letreiro é exibido, no qual o bebê usa fraldas onde é possível ler "Stewie diz: posso ir a qualquer lugar com minha Calvin$".

## Recepção
Em sua avaliação de 2008, Ahsan Haque da IGN classificou o episódio em 8.3/10, afirmando que tinha "bons pontos" com "alguns cortes memoráveis e certos momentos interessantes dos personagens". Também notou que a parte na qual Chris faz retratos de seu pai foi "inesperadamente emocionante para um episódio de Uma Família da Pesada".